# Neure
Neure és un municipi francès, situat al departament de l'Alier i a la regió d'Alvèrnia-Roine-Alps. L'any 2007 tenia 175 habitants.

## Demografia

### Població
El 2007 la població de fet de Neure era de 175 persones. Hi havia 76 famílies de les quals 28 eren unipersonals (8 homes vivint sols i 20 dones vivint soles), 24 parelles sense fills, 16 parelles amb fills i 8 famílies monoparentals amb fills.
La població ha evolucionat segons el següent gràfic:
Habitants censats

### Habitatges
El 2007 hi havia 119 habitatges, 83 eren l'habitatge principal de la família, 31 eren segones residències i 5 estaven desocupats. 116 eren cases i 3 eren apartaments. Dels 83 habitatges principals, 54 estaven ocupats pels seus propietaris, 17 estaven llogats i ocupats pels llogaters i 12 estaven cedits a títol gratuït; 3 tenien una cambra, 10 en tenien dues, 21 en tenien tres, 25 en tenien quatre i 23 en tenien cinc o més. 72 habitatges disposaven pel capbaix d'una plaça de pàrquing. A 42 habitatges hi havia un automòbil i a 29 n'hi havia dos o més.

### Piràmide de població
La piràmide de població per edats i sexe el 2009 era:
| Homes | Edats   | Dones |
| ----- | ------- | ----- |
| 0     | 95 o +  | 0     |
| 0     | 90 a 94 | 4     |
| 4     | 85 a 89 | 0     |
| 0     | 80 a 84 | 4     |
| 0     | 75 a 79 | 0     |
| 8     | 70 a 74 | 8     |
| 0     | 65 a 69 | 8     |
| 4     | 60 a 64 | 0     |
| 0     | 55 a 59 | 0     |
| 8     | 50 a 54 | 12    |
| 20    | 45 a 49 | 0     |
| 12    | 40 a 44 | 12    |
| 4     | 35 a 39 | 4     |
| 4     | 30 a 34 | 4     |
| 0     | 25 a 29 | 0     |
| 0     | 20 a 24 | 8     |
| 0     | 15 a 19 | 12    |
| 8     | 10 a 14 | 4     |
| 0     | 5 a 9   | 4     |
| 4     | 0 a 4   | 0     |

## Economia
El 2007 la població en edat de treballar era de 113 persones, 77 eren actives i 36 eren inactives. De les 77 persones actives 68 estaven ocupades (39 homes i 29 dones) i 8 estaven aturades (4 homes i 4 dones). De les 36 persones inactives 13 estaven jubilades, 4 estaven estudiant i 19 estaven classificades com a «altres inactius».

### Ingressos
El 2009 a Neure hi havia 76 unitats fiscals que integraven 163 persones, la mediana anual d'ingressos fiscals per persona era de 12.951 €.

### Activitats econòmiques
Dels 3 establiments que hi havia el 2007, 2 eren d'empreses de construcció i 1 d'una empresa d'hostatgeria i restauració.
Dels 2 establiments de servei als particulars que hi havia el 2009, 1 era un paleta i 1 guixaire pintor.
L'any 2000 a Neure hi havia 18 explotacions agrícoles que ocupaven un total de 896 hectàrees.

## Poblacions més properes
El següent diagrama mostra les poblacions més properes.